# Сідлуватість

Сідлуватість у носі (arrufo de proa) й кормі (arrufo de popa)

Сідлуватість палуби — термін корабельної архітектури, наявність по довжині судна певної кривизни, при якій палуба має підйом від середини корпусу (міделя) до носа і корми. Сідлуватість покращує морехідні якості корабля, оскільки забезпечує швидший стік води при її потраплянні на палубу.
Практика будування суден із сідлуватістю йде з доби малих вітрильних кораблів. Судна з високо піднятими носовими і кормовими краями палуби були стійкіші, оскільки менше задирали і опускали на хвилях ніс з кормою.